# کروم کست
کروم کست (به انگلیسی: Chromecast) نوعی دانگل اچ دی ام آی (به انگلیسی: HDMI) ساخت شرکت گوگل است که در ۲۴ ژوئیه ۲۰۱۳ عرضه شد.
قیمت کروم کست گوگل برابر ۳۵ دلار است که در مقایسه با رقبای خود نظیر آمازون فایر تی وی، دارای قیمتی بسیار ارزان می‌باشد.
از کروم کست برای پخش خدمات بر خط شبکه‌هایی هم چون نت فلکس و سرویس‌های گوگل مانند گوگل پلی و یوتیوب و فایل‌های مدیایی که بر روی دستگاه‌های اندرویدی قرار دارند استفاده می‌شود. این دستگاه در ایران به دلیل تحریم‌های دولت امریکا فیلتر بوده و استفاده از ان غیرممکن یا بسیار سخت است.

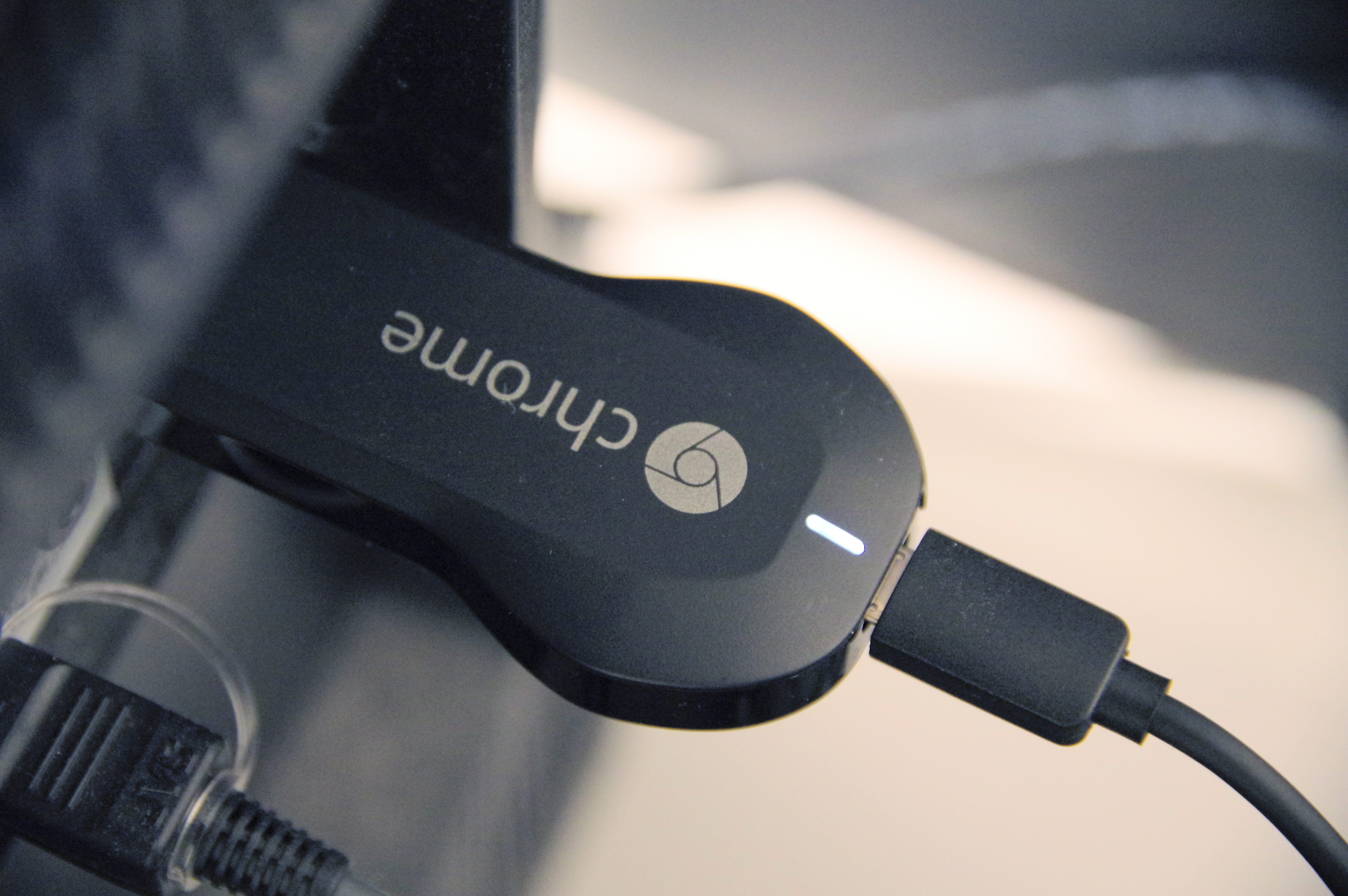
کروم کست، متصل به درگاه اچ دی ام آی یک تلویزیون